# Celebridade (telenovela)
Celebridade é uma telenovela brasileira produzida e exibida pela TV Globo de 13 de outubro de 2003 a 25 de junho de 2004, em 221 capítulos. Substituiu Mulheres Apaixonadas e foi substituída por Senhora do Destino, sendo a 64ª "novela das oito" exibida pela emissora. 
A trama foi assinada por Gilberto Braga, com a colaboração de Marília Garcia, teve a co-autoria de Leonor Bassères, Sérgio Marques, Márcia Prates, Maria Helena Nascimento, Denise Bandeira e Ângela Chaves; com o falecimento de Leonor Bassères, Ricardo Linhares passou a integrar a equipe de roteiristas da novela. A direção foi de Amora Mautner e Vinícius Coimbra, com direção geral de Marcos Schechtman e Dennis Carvalho, também diretor de núcleo.
Contou com Malu Mader, Cláudia Abreu, Fábio Assunção, Marcos Palmeira, Márcio Garcia, Alexandre Borges, Deborah Evelyn e Hugo Carvana.

## Enredo
Maria Clara Diniz é uma ex-modelo de renome internacional que se tornou a mais bem-sucedida produtora de eventos do Brasil, trazendo grandes shows e exposições para o país. A vida dela muda quando conhece Laura, que finge ser sua grande admiradora e consegue um emprego como sua assistente, tramando com o mercenário Marcos para destruí-la e tomar posse de tudo que é seu. O motivo é vingança: no passado Ubaldo, padrasto de Laura, escreveu a canção "Musa do Verão" – a "Garota de Ipanema" da história – em homenagem a Marília, mãe da moça, porém a música foi roubada pelo falecido noivo de Maria Clara, Wagner, que a registrou como sua e mentiu que era em homenagem à empresária, contando com a ajuda de seu irmão Ernesto e de seu sócio Lineu Vasconcellos. Revoltado, Ubaldo matou Wagner e foi preso, enquanto a mãe de Laura entrou em depressão e se matou, deixando a garota crescer em uma vida pobre e miserável, jurando se vingar dos que destruíram sua família. O que ela não imagina é que Maria Clara é inocente e nunca soube da verdade, também sendo vítima da mentira. Quando Ubaldo sai da cadeia, Laura dá início a seu plano, começando ao sabotar os clientes da rival, roubando-os para sua própria produtora, de que ninguém sabe quem é a dona, fazendo com que ela tenha cada vez menos trabalhos.
Logo após se torna amiga de Beatriz – filha de Lineu que vive um casamento em crise com o fotógrafo Fernando desde que o filho mais novo, Fábio, morreu e ela passou a culpar o mais velho, Inácio, a quem deixou claro que queria que morresse no lugar – fazendo-a descobrir que Maria Clara tem um caso com seu marido. Por fim ela planta drogas no carro da empresária, que é presa por tráfico, e descobre onde estão os documentos originais da música, entrando na justiça e tirando todos os bens herdados pela empresária de seu ex-noivo e parte da fortuna de Lineu. Inicialmente Maria Clara deu razão a Laura por acreditar que ela só estava tomando o que era seu de direito, mas ao descobrir todas suas sabotagens, ela decide se vingar, abrindo uma nova produtora para recuperar seus clientes e seu prestígio e mostrar que se tornou uma grande empresária não por herança, mas sim por seu profissionalismo. Ainda há Renato, sobrinho ambicioso de Lineu que sonha assumir a presidência do Grupo Vasconcellos, mas se vê ameaçado pelo retorno de Beatriz e Fernando ao Brasil e pela proximidade do empresário com Maria Clara, tentando tira-los do caminho, além de se tornar uma pedra no sapato de Laura ao ser usado por ela.
As amigas Darlene e Jaqueline são manicures que tentam de tudo para se tornar famosas: a primeira convence o namorado, o bombeiro Vladimir, a posar nu após sua foto sem camisa durante um salvamento viralizar e ele se tornar um simbolo sexual, porém se frustra ao não conseguir se destacar também, ganhando fama ao engravidar do nadador olímpico Caio, irmão de Renato; já a segunda se torna amante de Lineu e ganha um programa de culinária dele na televisão, porém o trai com Paulo César. O rapaz é pressionado pela mãe a se tornar médico, mas sonha mesmo em ser chef, mentindo que está estudando para o vestibular de medina, além de também disputar Sandrinha com Inácio, que sofre com depressão pela morte do irmão. Cristiano já foi um jornalista de prestigio, mas não para mais em um emprego por ter se entregado ao alcoolismo desde a morte da esposa, contando com a ajuda de Noêmia, mãe de Paulo César e apaixonada por ele, para sair do vício. Quem se aproveita disso é Renato, irmão da falecida mulher do jornalista, que disputa com ele na justiça a guarda do pequeno Zeca, uma vez que deseja administrar a fortuna herdada. Ainda há Eliete, melhor amiga de Maria Clara que a ajuda a se reerguer, e Hugo, rapaz bem mais jovem que vive um romance com a empresária durante o tempo separada de Fernando.

## Elenco
| Intérprete           | Personagem                                            |
| -------------------- | ----------------------------------------------------- |
| Malu Mader           | Maria Clara Mello Diniz                               |
| Cláudia Abreu        | Laura Prudente da Costa                               |
| Fábio Assunção       | Renato Schiller Mendes                                |
| Marcos Palmeira      | Fernando Amorim                                       |
| Márcio Garcia        | Marcos de Abreu Rangel                                |
| Deborah Evelyn       | Beatriz Vasconcelos Amorim                            |
| Hugo Carvana         | Lineu Vasconcelos                                     |
| Alexandre Borges     | Cristiano Beato Reis                                  |
| Julia Lemmertz       | Noêmia Arcanjo Assunção                               |
| Deborah Secco        | Darlene Sampaio                                       |
| Marcelo Faria        | Vladimir Coimbra                                      |
| Juliana Paes         | Jaqueline da Silva Leitão (Jaqueline Joy / Jacky Joy) |
| Nívea Maria          | Corina Diniz                                          |
| Gracindo Júnior      | Ubaldo Quintela                                       |
| Ana Beatriz Nogueira | Ana Paula Diniz Moutinho                              |
| Nathália Timberg     | Yolanda Mendes                                        |
| Isabela Garcia       | Eliete Coimbra                                        |
| Taumaturgo Ferreira  | Nelito Moutinho                                       |
| Bruno Gagliasso      | Inácio Vasconcelos Amorim                             |
| Juliana Knust        | Sandra Diniz Moutinho (Sandrinha)                     |
| Paulo Vilhena        | Paulo César Arcanjo Assunção                          |
| Roberto Bomfim       | Salvador Amorim                                       |
| Daniel Dantas        | Ademar Sampaio                                        |
| Roberto Pirillo      | Ernesto Lopes                                         |
| Henri Castelli       | Hugo Magno Soares                                     |
| Lavínia Vlasak       | Tânia Nascimento                                      |
| André Barros         | Joel Cavalcanti                                       |
| Sérgio Menezes       | Bruno Carvalho                                        |
| Otávio Müller        | Benvindo Queiroz (Queiroz)                            |
| Norma Blum           | Hercília Prudente da Costa                            |
| Débora Lamm          | Vitória Souto                                         |
| Carlos Evelyn        | Oscar                                                 |
| Joana Limaverde      | Fabiana Moderno                                       |
| Janaína Lince        | Zaíra                                                 |
| Alexandre Moreno     | Tadeu Santana                                         |
| Nildo Parente        | Wanderley Mourão                                      |
| Fábio Araújo         | Kléber                                                |
| Carla Faour          | Kátia Oliveira                                        |
| Adriana Alves        | Palmira Feijó                                         |
| Marcelo Valle        | Guilherme Ribeiro Couto                               |
| Marcelo Laham        | Ivan                                                  |
| Cristina Amadeo      | Olga                                                  |
| Oswaldo Loureiro     | Dr. Roberto Peixoto (Peixoto)                         |
| Nelson Dantas        | Dr. Alcir Medeiros                                    |
| Cecil Thiré          | Dr. Felipe Bastos                                     |
| Jairo Mattos         | Delegado Lourival                                     |
| Douglas Simon        | Detetive Chagas                                       |
| Sheron Menezzes      | Iara                                                  |
| Aline Borges         | Regina                                                |
| Paula Pereira        | Vanda                                                 |
| Théo Becker          | Caio Schiller Mendes                                  |
| Brunno Abrahão       | José Carlos Mendes Reis (Zeca)                        |
| Miguel Rômulo        | Sadi                                                  |
| Bruno Cariati        | Eduardo Diniz Moutinho (Dudu)                         |
| Fernando Paganote    | Gustavo Diniz Moutinho (Guto)                         |
| Wellington Luã       | Marlin Sampaio                                        |
| Mileni               | Darlin Sampaio                                        |

### Participações especiais
| Intérprete                | Personagem                                       |
| ------------------------- | ------------------------------------------------ |
| Kadu Moliterno            | Daniel Freire                                    |
| Thiago Lacerda            | Otávio Albuquerque                               |
| Bruno Ferrari             | Fábio Vasconcelos Amorim                         |
| Sílvia Pfeifer            | Solange Sá                                       |
| Alessandra Negrini        | Marília Prudente da Costa                        |
| Dudu Azevedo              | Bernardo (Bidu)                                  |
| Antônio Pitanga           | Comandante Roberto Frota                         |
| Dennis Carvalho           | Eduardo Luís Assunção                            |
| Luiza Valdetaro           | Gabriela (Gabi)                                  |
| Ana Paula Arósio          | Alice                                            |
| Chico Díaz                | Jairo Cardoso                                    |
| Roney Vilela              | Caetano Siqueira Neves                           |
| Renata Sorrah             | Dora Lima Correia                                |
| Reginaldo Faria           | Evaldo Correia                                   |
| Gottsha                   | Carmem Santana                                   |
| Jackson Antunes           | Fragoso                                          |
| Isadora Ribeiro           | Marisa                                           |
| Ivone Hoffmann            | Marta                                            |
| Juliana Baroni            | Soninha                                          |
| Caetano O'Maihlan         | Bryan                                            |
| Alexandra Richter         | Dolores Cerqueira                                |
| Ana Paula Botelho         | Carmem                                           |
| Andreia Sorvetão          | Suzana                                           |
| Adriano Garib             | Maurinho                                         |
| Bianca Comparato          | grávida presa no aeroporto                       |
| Bruno Giordano            | Herculano Sá                                     |
| Kacau Gomes               | Eliana                                           |
| Cássio Pandolfi           | Deputado Floriano Fontoura                       |
| Clarice Niskier           | Heloísa Fontoura                                 |
| Carlos Seidl              | Claudionor                                       |
| Cláudio Jaborandy         | Enésio                                           |
| Ed Oliveira               | Manolo                                           |
| Eunice Silva              | Dalva                                            |
| Giuliano Candiavo         | Marcelo                                          |
| Ivan de Almeida           | Raimundo                                         |
| Isio Ghelman              | Fernando Rezende (Rezende)                       |
| Maria Lídia Costa         | Dalva                                            |
| Marco Antônio Pâmio       | Macedo                                           |
| Michelle Valle            | Tereza Carvalho                                  |
| Murilo Grossi             | Satamini                                         |
| Otto Júnior               | Xavier                                           |
| Osvaldo Mil               | Odilon                                           |
| Paulo Giardini            | Navarro                                          |
| Raquel Nunes              | Cíntia                                           |
| Rosanne Mulholland        | Rosana                                           |
| Stella Freitas            | Odete Sampaio                                    |
| Thaís Garayp              | Silvana                                          |
| Thiago Tenório            | Jonas                                            |
| Tony Correia              | Gonçalo Martinho                                 |
| Viétia Zangrandi          | Sofia                                            |
| Vinícius Manne            | Humberto                                         |
| Xando Graça               | Gilson                                           |
| Analu Prestes             | apresentadora do programa de fofocas Fala Sério! |
| Marcelo Mansfield         | apresentador do programa de prêmios              |
| Clemente Viscaíno         | taxista                                          |
| Alanis Morissette         | ela mesma                                        |
| Alejandro Sanz            | ele mesmo                                        |
| Ana Carolina              | ela mesma                                        |
| Angélica                  | ela mesma                                        |
| Ângelo Paes Leme          | ele mesmo                                        |
| Betty Gofman              | ela mesma                                        |
| Carla Camurati            | ela mesma                                        |
| Christiane Torloni        | ela mesma                                        |
| Claudia Raia              | ela mesma                                        |
| Edson Celulari            | ele mesmo                                        |
| Evandro Mesquita          | ele mesmo                                        |
| Fagner                    | ele mesmo                                        |
| Fernanda Montenegro       | ela mesma                                        |
| Flávio Tambellini         | ele mesmo                                        |
| Gal Costa                 | ela mesma                                        |
| Gilberto Gil              | ele mesmo                                        |
| Giovanna Antonelli        | ela mesma                                        |
| Giulia Gam                | ela mesma                                        |
| Isabelita dos Patins      | ela mesma                                        |
| João Bosco                | ele mesmo                                        |
| Jorge Aragão              | ele mesmo                                        |
| José Wilker               | ele mesmo                                        |
| Julio Iglesias            | ele mesmo                                        |
| Lucinha Araújo            | ela mesma                                        |
| Marcelo D2                | ele mesmo                                        |
| Marília Pêra              | ela mesma                                        |
| Martinho da Vila          | ele mesmo                                        |
| Milton Gonçalves          | ele mesmo                                        |
| Narcisa Tamborindeguy     | ela mesma                                        |
| Nei Lopes                 | ele mesmo                                        |
| Nelson Pereira dos Santos | ele mesmo                                        |
| Oscar Schmidt             | ele mesmo                                        |
| Paulo José                | ele mesmo                                        |
| Paulo Nigro               | ele mesmo                                        |
| Pelé                      | ele mesmo                                        |
| Priscila Fantin           | ela mesma                                        |
| Rita Lee                  | ela mesma                                        |
| Roberto Carlos            | ele mesmo                                        |
| Roberto Farias            | ele mesmo                                        |
| Sandra Werneck            | ela mesma                                        |
| Simone                    | ela mesma                                        |
| Simply Red                | eles mesmos                                      |
| Teresa Cristina           | ela mesma                                        |
| Titãs                     | eles mesmos                                      |
| Vanessa da Mata           | ela mesma                                        |
| Zeca Pagodinho            | ele mesmo                                        |
| Zélia Duncan              | ela mesma                                        |
| Zuenir Ventura            | ele mesmo                                        |

## Produção
Inicialmente a novela estava prevista para estrear em junho de 2002, substituindo O Clone. Porém ela foi adiada, pelo fato da trama conter personagens que conseguiram fama instantânea em reality shows, além da então novela das sete, Desejos de Mulher, também tratar da fama, mote central de Celebridade.
Depois, Gilberto Braga foi obrigado a mudar a profissão da protagonista; inicialmente ela seria uma estrela do telejornalismo. Isso incomodou os jornalistas da emissora, que temiam confusão entre a ficção e a realidade. Para realizar todas as mudanças necessárias, o autor precisou de mais tempo, tendo a estreia adiada mais uma vez.
Devido ao uso de palavrões e expressões de baixo calão que vinha ocorrendo na novela, o diretor da Central Globo de Controle de Qualidade, Mario Lucio Vaz, ordenou que todos os palavrões fossem cortados das cenas, ou substituídos por outras palavras não ofensivas. Segundo ele, os avanços que os programas insistiam em fazer estavam poluindo a televisão. As cenas de sexo também passaram por avaliação antes de ir ao ar. A iniciativa para tal ato também veio da pressão dos telespectadores e autoridades, que andavam descontentes com tais cenas.
A partir do capítulo 110, que foi ao ar em 17 de fevereiro de 2004, a trama tem uma reviravolta. Neste capítulo, o personagem Lineu (Hugo Carvana) é assassinado misteriosamente. Daí por diante, o mistério da sua morte é um dos fios condutores da trama. O uso do quem matou é um dos recursos utilizados pelo autor Gilberto Braga em quase todas as suas novelas. O autor escreveu três finais diferentes e os atores receberam o texto minutos antes de gravarem as cenas. A novela foi destaque na edição de março de 2004 da revista norte-americana Variety, que publicou uma entrevista com Gilberto Braga.
Um dos momentos mais marcantes na trama, exibida no capítulo 169 de 26 de abril de 2004, é quando Maria Clara (Malu Mader) dá uma surra em Laura (Cláudia Abreu) dentro de um banheiro. Foi considerada uma das maiores surras da dramaturgia, com um total de 28 tapas.
As gravações da trama começaram em agosto de 2003 e foram realizadas em Paris e Londres.

### Escolha do elenco
Em junho de 2001, Malu Mader foi reservada para protagonizar a novela, quando esta ainda estava prevista para ir ao ar em substituição a O Clone.

### Participações
O cantor Roberto Carlos teve uma participação no capítulo de 1 de dezembro de 2003, contracenando com Malu Mader e Brunno Abrahão. As imagens foram gravadas em um show do cantor no Olympia, em São Paulo.
Ao longo da novela, outras celebridades do mundo da música fizeram participações especiais como Ana Carolina, Gal Costa, Erasmo Carlos, Lulu Santos, Rita Lee, Gilberto Gil, Zeca Pagodinho, Dudu Nobre, Alcione, Simone, Ed Motta, entre outros. Os internacionais Simply Red, Julio Iglesias e Alanis Morissette chegaram a realizar shows na novela. Celebridades não ligadas à música também apareceram, como o escritor Zuenir Ventura, o carnavalesco Joãosinho Trinta, a socialite Narcisa Tamborindeguy, o português Tony Correia, famoso na novela Locomotivas de 1977 com o personagem Machadinho, participou de Celebridade como um dos convidados do Espaço Fama, e o autor de novelas Sílvio de Abreu, grande amigo do autor Gilberto Braga. Ana Paula Arósio fez uma participação na reta final da trama, interpretando uma motoqueira que se apaixona por Hugo (Henri Castelli).

### Morte de Leonor Bassères
Em 2003 a escritora Leonor Bassères, colaboradora de Gilberto Braga em várias outras obras, descobriu um câncer de pulmão. Mesmo assim, continuou colaborando com o autor, vindo a falecer em decorrência da doença em 29 de Janeiro de 2004, quando Celebridade tinha pouco mais de três meses de exibição. Com sua morte, Gilberto Braga convidou Ricardo Linhares para colaborar na obra.

## Exibição
Foi reapresentada  no quadro Novelão do Vídeo Show entre 9 e 13 de julho de 2012 num compacto de cinco capítulos.[carece de fontes?]
Foi reapresentada no Vale a Pena Ver de Novo de 4 de dezembro de 2017 a 8 de junho de 2018, em 125 capítulos, substituindo sua sucessora original Senhora do Destino e sendo substituída por Belíssima. A novela não foi exibida nas terças e quartas durante um período nos dias 14 de fevereiro, 3 e 4 de abril, 10 e 11 de abril, 24 e 25 de abril, 1 e 2 de maio de 2018, devido à transmissão das partidas finais da Liga dos Campeões da Europa, e também no dia 27 de março de 2018, por conta do amistoso entre Brasil e Alemanha. No capítulo de 26 de abril, no qual a vilã Laura (Cláudia Abreu) compra a mansão de Maria Clara (Malu Mader), a música de fundo O Fortuna de Carl Orff, na exibição original da novela, foi substituída por Sympathy For The Devil da banda The Rolling Stones. A explicação da Globo foi que a substituição foi necessária porque os direitos autorais da música original não haviam sido renovados.
Está sendo reapresentada na íntegra no Viva desde 24 de março de 2025, substituindo Viver a Vida inicialmente na faixa das 23h, com reapresentação ás 13h45 e maratona semanal aos domingos. Foi também uma das últimas novelas do Viva, que seria substituído em 9 de junho de 2025 pelo Globoplay Novelas, de onde a trama seria concluída, tendo também seu horário alterado, indo para a faixa das 23h30, com reprises ás 7h e 12h50, mas mantendo a maratona dominical, sendo transmitida das 15h30 ás 21h30.
O tema de abertura de Celebridade, "Love's Theme", já foi utilizado 30 anos antes pela TV Tupi para a novela As Divinas...e Maravilhosas, onde também foi a música de abertura.

### Outras mídias
Em 27 de junho de 2022, foi disponibilizada pelo Globoplay como parte do Projeto Originalidade, com a atualização para o formato de exibição original; com o formato de imagem restaurado em Full HD, além de aberturas, vinhetas de intervalo e encerramento originais..

### Exibição internacional
Celebridade estreou em Portugal no mês seguinte à estreia no Brasil, substituindo Mulheres Apaixonadas, que estava sendo exibida pela SIC. Lançada em 2004 no exterior, a novela foi comercializada para muitos países, entre eles Paraguai, Peru, El Salvador, Chile, Equador, Bolívia, Israel, Croácia, Rússia, Honduras, Cabo Verde, Portugal, Uruguai, Moçambique, EUA, Nicarágua, Argentina, Angola,  Albânia e Venezuela.

### Classificação indicativa
Inicialmente, a trama era exibida com a classificação 12 anos, porém, no primeiro mês, foi cogitada sua reclassificação, por causa das cenas de violência explicita, uso de drogas, uso de excesso de palavrões, insinuações sexuais e nudez, como o topless das atrizes Isabela Garcia, Deborah Secco e Juliana Paes na primeira semana da novela. Em janeiro de 2004, a trama foi reclassificada como não recomendada para menores de 14 anos. Já na sua exibição no Vale a Pena Ver de Novo, é a primeira novela a ter classificação de 12 anos.

## Música

### Nacional e Internacional
Seguindo o formato implantado com sucesso na trilha sonora de Mulheres Apaixonadas, a Som Livre juntou novamente o repertório nacional e internacional da novela e lançou em um disco duplo contendo 35 canções, com a atriz Malu Mader na capa. Capa:  Malu Mader
Disco 1Nacional
1. "Nossa Canção" - Vanessa da Mata[41] (tema de Maria Clara e Hugo)
2. "Amor e Sexo" - Rita Lee (Tema de Darlene e Vladimir)
3. "Tempo de Dondon" - Dudu Nobre (tema de locação: Andaraí)
4. "O Que Tinha De Ser" - Maria Bethânia (tema de Maria Clara)
5. "Encostar na Tua" - Ana Carolina (Tema de Sandra e Inácio)
6. "Always" - Caetano Veloso (tema de Daniel)
7. "Brisa do Mar" - Chico Buarque (tema de Fernando)
8. "Nossos Momentos" - Gal Costa (tema de Noêmia)
9. "Com Que Roupa" - Gilberto Gil (tema de locação: Andaraí)
10. "Fama" - Beth Lamas (tema de Darlene e Jacqueline)
11. "Enquanto Houver Sol" - Titãs (tema de Cristiano)
12. "Rio de Janeiro (Isto é o Meu Brasil)" - João Bosco (tema de Fernando e Inácio)
13. "Doce Castigo" - Nana Caymmi (tema de Tânia)
14. "A Vizinha do Lado" - Roberta Sá (tema de Jacqueline)
15. "Olha Não Me Olha" - Lulu Joppert (tema de locação: Espaço Fama)
16. "Só Bamba" - Pérola Black

Disco 2Internacional
Capa: Malu Mader
1. "Just The Way You Are" - Diana Krall (tema de Beatriz)
2. "You'll Never Find Another Love Like Mine" - Michael Bublé (tema Maria Clara e Fernando)
3. "I Heard It Through The Grapevine" - Michael McDonald (tema de Maria Clara)
4. "Bigger Than My Body" - John Mayer (tema de Paulo César)
5. "You Make Me Feel Brand New" - Simply Red (tema de Maria Clara e Otávio)
6. "Offer" - Alanis Morissette (tema de Sandra e Paulo César)
7. "Sympathy For The Devil" - Rolling Band (tema de Laura)
8. "The Closer I Get To You" - Luther Vandross & Beyoncé Knowles (tema de Cristiano e Noêmia)
9. "Superwoman" - Happening & Fabio Almeida (tema de Ana Paula)
10. "Ruby" - Ray Charles (tema Maria Clara e Fernando)
11. "Como Han Pasado Los Años" - Julio Iglesias (tema de Corina e Lineu)
12. "Bring It On" - T.J.
13. "Regálame La Silla Donde Te Espere" - Alejandro Sanz (tema de Eliete e Nelito)
14. "Non Mi Innamoro Piú (I'll Never Fall In Love Again)" - Ornella Vanoni (tema de Vladimir e Darlene)
15. "All I Really Want Is Love" - Henri Salvador e Lisa Ekdahl (tema de Laura e Renato)
16. "Absolute Lee" - Ithamara Koorax (tema de Beatriz e Marcos)
17. "Born to Try" - Delta Goodrem (tema de Inácio)
18. "Love's Theme" -  The Love Unlimited Orchestra (tema de Abertura)
19. "Diavolo In Me" - Tedd Rusticini

### Samba
Capa: Juliana Paes
1. "Pecadora" - Grupo Revelação
2. "Ex-Amor" - Simone e Martinho da Vila
3. "Caviar" - Zeca Pagodinho
4. "A Ordem é Samba" - Ney Matogrosso, Pedro Luís e a Parede
5. "Essa Noite Fiquei Só" - Grupo Pur'Amizade
6. "Cigana" - Raça Negra
7. "Paixão Brasileira" - Razão Brasileira
8. "Quantas Lágrimas" - Teresa Cristina e Grupo Semente
9. "Falso Amor Sincero" - Picolé
10. "Tudo Menos Amor" - Só Pra Contrariar
11. "Goiabada Cascão" - Dudu Nobre
12. "Vendi Meu peixe" - Jorge Aragão
13. "Um Raro Prazer" - Leci Brandão
14. "Lucidez" - Fundo de Quintal
15. "Encaixe Perfeito" - Swing & Simpatia
16. "Dona Carola" - Vavá
17. "Alvorada" - Nalanda

## Recepção

### Audiência
Exibição original
A telenovela estreou com 50 pontos de média, embalada com o sucesso de Mulheres Apaixonadas, sua antecessora no horário nobre.
Sua menor audiência é 24 pontos, alcançada no dia 31 de dezembro de 2003. Bateu recorde de audiência no dia 26 de abril de 2004, quando registrou 58 pontos e 81% de participação. Nesse dia foram exibidas a cena em que  Maria Clara (Malu Mader) dá uma surra em Laura (Cláudia Abreu).
Em seu último capítulo, Celebridade registrou a maior média de audiência de um capítulo final de novela desde De Corpo e Alma, em 1993: 64 pontos, com picos de 68 pontos e 82% de share. Na ocasião foi revelado que o assassino de Lineu (Hugo Carvana) é a vilã Laura (Cláudia Abreu), além dos assassinatos do vilão Marcos (Márcio Garcia) e de Laura por Renato (Fábio Assunção), que termina a trama preso.
A novela teve média geral de 46 pontos, em São Paulo.
Reprise
Em seu primeiro capítulo exibido em 4 de dezembro de 2017, a novela registrou 13,8 pontos de média, abaixo da estreia de sua antecessora Senhora do Destino.  Em 26 de dezembro, registrou 15,8 pontos. Seu pior índice foi registrado em 14 de março de 2018 com 9,5 pontos.
Com a exibição da icônica cena da surra de Maria Clara em Laura exibida em 14 de maio, a novela registrou 15,4 pontos de média, sendo esse um de seus melhores desempenhos com o mesmo índice do capítulo de 6 de fevereiro.
Na reta final, no feriado em 31 de maio, a novela registrou sua melhor média com 18 pontos em São Paulo e 16 pontos no Rio de Janeiro. O penúltimo capítulo exibido em 7 de junho registrou 12,2 pontos de média. O último capítulo exibido em 8 de junho registrou 14 pontos de média.
Ao todo a novela teve média geral de 13,8 pontos. Entre as causas da fraca audiência, estavam os muitos cortes, que frustraram boa parte dos telespectadores, que deixaram de seguir a reprise, diante de tantos capítulos "retalhados", além das chamadas de divulgação da novela, que davam destaque a personagens secundários. Além disso, a trama também enfrentava forte concorrência com o SBT, que exibia no horário a reprise da novela mexicana Coração Indomável.

### Merchandising
Celebridade bateu o recorde de merchandisings em novelas da TV Globo, alcançado por sua antecessora, Mulheres Apaixonadas. Entre as marcas que firmaram parcerias com a trama e que apareceram muitas vezes na boca e nas mãos dos personagem estão: Itaú, Intelig, Samsung, Gatorade, Wella, Natura, entre tantos outros.

### Denúncias
Em 2003, a telenovela entrou na lista da campanha "Quem Financia a Baixaria é Contra a Cidadania", que é formada por denúncias de telespectadores e pelo Comitê de Acompanhamento da Programação (CAP), onde estão como representantes mais de 60 entidades que assessoram a Comissão de Direitos Humanos e Minorias da Câmara dos Deputados para criar a lista com o "Ranking da Baixaria na TV". As denúncias indicavam que a telenovela continha apelo sexual, incitação à violência e era exibida em horário impróprio.

## Prêmios e indicações
| Ano  | Prêmio                            | Categoria                     | Indicado                                                       | Resultado | Ref.   |
| ---- | --------------------------------- | ----------------------------- | -------------------------------------------------------------- | --------- | ------ |
| 2004 | Prêmio Contigo! de TV             | Melhor Telenovela             | Melhor Telenovela                                              | Indicado  | [ 56 ] |
| 2004 | Prêmio Contigo! de TV             | Melhor Atriz                  | Cláudia Abreu                                                  | Venceu    | [ 57 ] |
| 2004 | Prêmio Contigo! de TV             | Melhor Atriz                  | Malu Mader                                                     | Indicado  | [ 57 ] |
| 2004 | Prêmio Contigo! de TV             | Melhor Ator                   | Fábio Assunção                                                 | Venceu    | [ 57 ] |
| 2004 | Prêmio Contigo! de TV             | Melhor Ator                   | Marcos Palmeira                                                | Indicado  | [ 57 ] |
| 2004 | Prêmio Contigo! de TV             | Melhor Atriz Coadjuvante      | Deborah Evelyn                                                 | Indicado  | [ 57 ] |
| 2004 | Prêmio Contigo! de TV             | Melhor Atriz Coadjuvante      | Deborah Secco                                                  | Indicado  | [ 57 ] |
| 2004 | Prêmio Contigo! de TV             | Melhor Ator Coadjuvante       | Taumaturgo Ferreira                                            | Indicado  | [ 57 ] |
| 2004 | Prêmio Contigo! de TV             | Melhor Atriz Revelação        | Juliana Knust                                                  | Indicado  | [ 57 ] |
| 2004 | Prêmio Contigo! de TV             | Melhor Ator Infantil          | Brunno Abrahão                                                 | Venceu    | [ 57 ] |
| 2004 | Prêmio Contigo! de TV             | Melhor Autor                  | Gilberto Braga                                                 | Indicado  | [ 57 ] |
| 2004 | Prêmio Contigo! de TV             | Melhor Direção                | Dennis Carvalho                                                | Indicado  | [ 57 ] |
| 2004 | Prêmio Contigo! de TV             | Melhor Maquiagem              | —                                                              | Indicado  | [ 57 ] |
| 2004 | Melhores do Ano                   | Melhor Atriz de Novela        | Cláudia Abreu                                                  | Indicado  | [ 58 ] |
| 2004 | Melhores do Ano                   | Melhor Ator de Novela         | Fábio Assunção                                                 | Indicado  | [ 58 ] |
| 2004 | Melhores do Ano                   | Melhor Atriz Coadjuvante      | Ana Beatriz Nogueira                                           | Indicado  | [ 58 ] |
| 2004 | Troféu APCA                       | Melhor Telenovela             | Melhor Telenovela                                              | Venceu    | [ 59 ] |
| 2004 | Prêmio Arte Qualidade Brasil - RJ | Melhor Telenovela             | Melhor Telenovela                                              | Venceu    |        |
| 2004 | Prêmio Arte Qualidade Brasil - RJ | Melhor Atriz                  | Cláudia Abreu                                                  | Venceu    |        |
| 2004 | Prêmio Arte Qualidade Brasil - RJ | Melhor Ator                   | Fábio Assunção                                                 | Venceu    |        |
| 2004 | Prêmio Arte Qualidade Brasil - RJ | Melhor Atriz Coadjuvante      | Ana Beatriz Nogueira                                           | Venceu    |        |
| 2004 | Prêmio Arte Qualidade Brasil - RJ | Melhor Ator Coadjuvante       | Márcio Garcia                                                  | Venceu    |        |
| 2004 | Prêmio Arte Qualidade Brasil - RJ | Melhor Autor                  | Gilberto Braga                                                 | Venceu    |        |
| 2004 | Prêmio Arte Qualidade Brasil - RJ | Melhor Direção                | Dennis Carvalho e Marcos Schechtman                            | Venceu    |        |
| 2004 | Prêmio Extra de Televisão         | Melhor Telenovela             | Melhor Telenovela                                              | Venceu    | [ 56 ] |
| 2004 | Prêmio Extra de Televisão         | Melhor Atriz                  | Cláudia Abreu                                                  | Indicado  | [ 56 ] |
| 2004 | Prêmio Extra de Televisão         | Melhor Ator                   | Fábio Assunção                                                 | Indicado  | [ 56 ] |
| 2004 | Troféu Raça Negra                 | Melhor Atriz Revelação        | Adriana Alves                                                  | Venceu    | [ 60 ] |
| 2004 | Meus Prêmios Nick                 | Vilã Favorita                 | Cláudia Abreu                                                  | Venceu    |        |
| 2004 | Meus Prêmios Nick                 | Ator Favorito                 | Fábio Assunção                                                 | Venceu    |        |
| 2004 | Meus Prêmios Nick                 | Atriz Favorita                | Deborah Secco                                                  | Venceu    |        |
| 2004 | Prêmio TV Press                   | Melhor Protagonista Masculino | Fábio Assunção                                                 | Venceu    |        |
| 2004 | Prêmio Qualidade Brasil SP        | Melhor Atriz                  | Cláudia Abreu                                                  | Venceu    |        |
| 2004 | Prêmio Qualidade Brasil SP        | Melhor Atriz Coadjuvante      | Ana Beatriz Nogueira (empatada com Jussara Freire por Cabocla) | Venceu    |        |
| 2004 | Prêmio Austregésilo de Athayde    | Melhor Atriz                  | Malu Mader                                                     | Venceu    | [ 61 ] |
| 2004 | Prêmio Austregésilo de Athayde    | Melhor Ator                   | Marcos Palmeira                                                | Venceu    | [ 61 ] |
| 2004 | Prêmio Austregésilo de Athayde    | Melhor Atriz Revelação        | Juliana Knust                                                  | Venceu    | [ 61 ] |
| 2004 | Prêmio Austregésilo de Athayde    | Melhor Revelação Infantil     | Brunno Abrahão                                                 | Venceu    | [ 61 ] |
| 2004 | Troféu Super Cap de Ouro          | Melhor Ator em Televisão      | Alexandre Borges                                               | Venceu    | [ 62 ] |
| 2004 | Troféu Super Cap de Ouro          | Melhor Ator em Televisão      | Gracindo Júnior                                                | Venceu    | [ 62 ] |
| 2004 | Troféu Super Cap de Ouro          | Melhor Atriz em Televisão     | Júlia Lemmertz                                                 | Venceu    | [ 62 ] |
| 2004 | Troféu Super Cap de Ouro          | Melhor Atriz em Televisão     | Nívea Maria                                                    | Venceu    | [ 62 ] |
| 2004 | Troféu Super Cap de Ouro          | Melhor Atriz em Televisão     | Norma Blum                                                     | Venceu    | [ 62 ] |
| 2004 | Prêmio Master - Jornal dos Clubes | Destaque na Televisão         | Brunno Abrahão                                                 | Venceu    | [ 63 ] |
| 2004 | Troféu Top of Business            | Melhor Atriz                  | Adriana Alves                                                  | Venceu    | [ 64 ] |